# Leucodon giganteus
Leucodon giganteus là một loài Rêu trong họ Leucodontaceae. Loài này được (Nog.) Nog. mô tả khoa học đầu tiên năm 1968.